# Shane Battier
Shane Courtney Battier (* 9. September 1978 in Birmingham, Michigan) ist ein ehemaliger US-amerikanischer Basketballspieler. Er spielte in seiner 13-jährigen Karriere für die Memphis Grizzlies, Houston Rockets und Miami Heat in der NBA. Mit den Heat gewann Battier 2012 und 2013 die NBA-Meisterschaft.

## Biographie
Battier wurde in Birmingham im US-Bundesstaat Michigan geboren und wuchs dort auf. Er besuchte die Derby Middle School und anschließend die Detroit Country Day School, wo er durch sein Basketballtalent auffiel und 1997 als Michigans “Mr. Basketball” geehrt wurde.
Battier besuchte anschließend die Duke University in Durham, North Carolina, wo er unter Head Coach Mike Krzyzewski spielte. Er führte die Blue Devils 1999 und 2001 unter die Final Four des NCAA-Division-I-Basketball-Championship-Turniers. 1999 verloren die Blue Devils gegen die Huskies der University of Connecticut im Finale, zwei Jahre später gewannen sie die nationale NCAA-Meisterschaft, nachdem sie die Wildcats der University of Arizona besiegt hatten.

### NBA
Battier wurde von den Vancouver Grizzlies als insgesamt 6. Pick des NBA Draft 2001 ausgewählt. Das Team zog jedoch noch im gleichen Jahr nach Memphis um. Für seine Leistungen im ersten Profijahr wurde Battier 2002 in das NBA All-Rookie First Team berufen. Sein erstes Jahr war auch sein statistisch bestes mit 14,4 Punkte, 5,4 Rebounds und 2,8 Assists pro Spiel.
Battier war ein beweglicher Spieler, der sowohl im Low post wie auch an der Drei-Punkte-Linie agieren konnte. Durch seine Größe und Schnelligkeit war er in der Lage, drei Positionen zu verteidigen (Shooting Guard, Small Forward und Power Forward).
Nach fünf Jahren in Memphis, mit denen er zwischen 2004 und 2006 jedes Mal in der ersten Playoffrunde ausschied, wurde er am 28. Juni 2006 wurde Battier gegen Stromile Swift und die Draftrechte an Rudy Gay an die Houston Rockets abgegeben.
Battier kehrte am 24. Februar 2011 im Tausch für Hasheem Thabeet und einen Erstrunden-Draftpick zu den Grizzlies zurück. Dort unterschrieb er zur Saison 2011/12 keinen neuen Vertrag und wechselte zu den Miami Heat, mit denen er 2012 auf Anhieb den NBA-Titel holen konnte. 2013 gelangen den Heat die Titelverteidigung. Nachdem man 2014 den San Antonio Spurs im NBA-Finale unterlag, verkündete Battier sein Karriereende.

## Erfolge
- 2× NBA-Champion: 2012, 2013
- 2× NBA All-Defensiv Second Team: 2008, 2009
- NBA All-Rookie First Team: 2002
- Twyman-Stokes Teammate of the Year Award: 2014
- NCAA Champion: 2001